# Zepp
A Zepp egy japán koncertterem-hálózat, melyet a Sony Music Entertainment Japan (SME) egyik leányvállalata, a Zepp Live Entertainment működtet.

## Leírás
Japán hat nagyvárosában: Szapporóban, Szendaiban, Tokióban, Nagojában, Oszakában és Fukuokában találhatók Zepp koncerttermek, melyekben elsősorban zenei koncerteket rendeznek. A Zepp kizárólagos szponzora az Asahi Breweries. A cég alapításakor a Sony legfőbb riválisának számító Avex DD-nek (jelenleg Avex Group) is részesedése volt belőle, azonban később a Sony megszerezte azt.
A Zepp koncerttermek környezetbarát politikát vállalnak, hisz 2003 januárja óta mindegyik épületük áramellátását szélerőművekkel biztosítják, s az épület szemetesibe dobott PET palackokat, illetve poliészter italtartókat összedaráljak, szálakra lebontják, majd újrahasznosítják azokat. Ezek mellett a Zepp épületeiben felszolgált italokat újrahasznosított poharakba töltik.
A Zepp elnevezés a Zeppelin léghajó nevéből ered.
Számos japán könnyűzenei együttes tartott „Zepp turnét”, s számos a Zepp valamelyik épületében rögzített koncertfelvétel jelent meg.

## Koncerttermek listája

### Japánban

#### Üzemelő
| Név                    | Kép                    | Befogadóképesség | Megnyitás         | Térkép | Megjegyzések |
| ---------------------- | ---------------------- | ---------------- | ----------------- | ------ | --- |
| Zepp Sapporo           | Zepp Sapporo           | 2009 fő          | 1998. április 12. | Térkép | Cím: Hokkaidó, Szapporo, Csúó-ku minami 9 dzsónisi 4–4 Nakadzsima park északi szomszédságában Legközelebbi állomás: Nakadzsima-Kóen állomás (Namboku-vonal) Férőhely: 1. szint: 1800 fő (álló)/613 fő (ülő), 2. szint: 110 fő (ülő)/99 fő (álló) |
| Zepp Tokyo             | Zepp Tokyo             | 2709 fő          | 1999. március 20. | Térkép | Cím: Tokió, Kótó, Aomi 1–3–11 New Tokyo Waterfront Subcenter Palette Townban Legközelebbi állomás: Aomi állomás (Jurikamome), Tokió Teleport állomás (Rinkai-vonal) Férőhely: 1. szint: 2416 fő (álló)/1000 fő (ülő), 2. szint: 200 fő (ülő)/93 fő (álló) |
| Zepp DiverCity (TOKYO) | Zepp DiverCity (TOKYO) | 2473 fő          | 2012. április 29. | Térkép | Cím: Tokió, Kótó, Aomi 1–1–10 New Tokyo Waterfront Subcenter DiverCity Tokyóban Legközelebbi állomás: Daiba állomás (Jurikamome), Tokió Teleport állomás (Rinkai-vonal) Férőhely: 1. szint: 2107 fő (álló)/888 fő (ülő), 2. szint: 214 fő (ülő)/152 fő (álló) |
| Zepp Nagoya            | Zepp Nagoya            | 1792 fő          | 2005. március 11. | Térkép | Cím: Aicsi, Nagoja, Nakamura-ku hiraike-csó 4–60–7 Szaszasime-raibu 24 területén Legközelebbi állomás: Szaszasime-raibu állomás (Aonami-vonal), Nagoja pályaudvar (Kintecu Nagoja-vonal, Meitetsu-vonal, Higasijama-vonal, Szakura-dóri-vonal) Férőhely: 1. szint: 1600 fő (álló)/549 fő (ülő), 2. szint: 192 fő (ülő)                                                                  |
| Zepp Namba (OSAKA)     | Zepp Namba (OSAKA)     | 2530 fő          | 2012. április 27. | Térkép | Cím: Oszaka, Oszaka, Naniva-ku, Sikicuhigasi 2–1–39 Kizu nagykereskedelmi piactól keletre Legközelebbi állomás: Ebiszucsó állomás (Szakaiszudzsi-vonal), Imamijaebiszu állomás (Nankai Kója-vonal), Daikokucsó állomás (Midószudzsi-vonal, Jotsubashi-vonal), Namba állomás (Nankai-fővonal, Nankai Kója-vonal) Férőhely: 1. szint: 2090 fő (álló)/796 fő (ülő), 2. szint: 440 fő (ülő) |
| Zepp Osaka Bayside     |                        | 2801 fő          | 2017. február 17. | Térkép | Cím: Oszaka, Oszaka, Konohana-ku Szakuradzsima 1–1–61 Legközelebbi állomás: Szakuradzsima állomás (JR West) Férőhely: 1. szint: 2 351 fő (álló)/888 fő (ülő), 2. szint: 310 fő (ülő)+140 fő (álló) |

#### Bezárt
| Név          | Kép          | Befogadóképesség | Megnyitás          | Bezárás          | Térkép | Megjegyzések |
| ------------ | ------------ | ---------------- | ------------------ | ---------------- | ------ | --- |
| Zepp Osaka   | Zepp Osaka   | 2180 fő          | 1998. november 24. | 2012. április 8. | Térkép | Cím: Oszaka, Oszaka, Szuminoe-ku Nankókita 1–18–31 Szakisima Cosmosquare területén Legközelebbi állomás: Cosmosquare-állomás (Csúó-vonal, Nankó Port Town-vonal) Férőhely: 1. szint: 2000 fő (álló)/763 fő (ülő), 2. szint: 180 fő (ülő)                                          |
| Zepp Sendai  | Zepp Sendai  | 1567 fő          | 2000. augusztus 1. | 2012. július 1.  | Térkép | Cím: Mijagi, Szendai, Mijagino-ku, Cucudzsigaoka 1–1–1 East Japan Railway Company (JR East) Szendai állomás területén Legközelebbi állomás: Szendai állomás (Nanboku-vonal) Férőhely: 1. szint: 1213 fő (álló)/437 fő (ülő), 2. szint: 354 fő (álló)/180 fő (ülő)                 |
| Zepp Fukuoka | Zepp Fukuoka | 2001 fő          | 1999. június 5.    | 2016. május 9.   | Térkép | Cím: Fukuoka prefektúra, Fukuoka, Csúó-ku, Dzsigjóhama 2–2–1 Seaside Momochi Hawks Townban Legközelebbi állomás: Országos Gyógyintézeti Központ előtt (Nishitetsu Bus), Tódzsinmacsi-állomás (Kúkó-vonal) Férőhely: 1. szint: 1835 fő (álló)/606 fő (ülő), 2. szint: 166 fő (ülő) |

#### Tervezett
| Név              | Kép | Befogadóképesség   | Megnyitás    | Térkép | Megjegyzések |
| ---------------- | --- | ------------------ | ------------ | ------ | --- |
| Zepp Fukuoka     |     |                    | 2018.        |        | Cím: Fukuoka, Fukuoka, Csúó-ku, Dzsigjóhama 2–2–1 Seaside Momochi Hawks Town Mark Is Fukuoka Momochiban Legközelebbi állomás: Országos Gyógyintézeti Központ előtt (Nishitetsu Bus), Tódzsinmacsi-állomás (Kúkó-vonal)                                                                                     |
| KT Zepp Yokohama |     | körülbelül 2000 fő | 2020 tavasza |        | Cím: Kanagava, Jokohama, Nisi-ku Minato Mirai 4-3-2 Jokohama, Minato Mirai bevásárlónegyed Legközelebbi állomás: Sin-Takasima állomás (Minatomirai-vonal), Jokohama állomás (JR East, Tokyu Tojoko-vonal, Keikyu-fővonal, Sagami Railway-fővonal, Jokohamai metró Blue-vonal) Tulajdonos: Koei Tecmo Games |

### Japánon kívül

#### Üzemelő
| Név                   | Kép | Befogadóképesség | Megnyitás       | Megjegyzések                                                                                  |
| --------------------- | --- | ---------------- | --------------- | --------------------------------------------------------------------------------------------- |
| Zepp@BIGBOX Singapore |     | 2333 fő          | 2017. június 5. | Cím: 1 Venture Avenue Bigbox 3. emelet Legközelebbi állomás: Jurong East (MRT észak-délvonal) |

#### Tervezet
| Név               | Kép | Befogadóképesség   | Megnyitás     | Megjegyzések |
| ----------------- | --- | ------------------ | ------------- | --- |
| Zepp New Taipei   |     | körülbelül 2200 fő | 2020 áprilisa | Cím: Tajvan, Hszinpej Legközelebbi állomás: Xinzhuang Fuduxin állomás (Taoyuan Metro, Airport MRT)                        |
| Zepp Kuala Lumpur |     | körülbelül 2500 fő | 2020.         | Cím: No. 2, Jalan Hang Tuah, 55100 Kuala Lumpur, Malajzia Legközelebbi állomás: Hang Tuah állomás (KL Monorail, Rapid KL) |